# 大鷲平
大鷲 平（おおわし ひとし、1946年1月12日 - ）は、長野県佐久市大字志賀（出生時は北佐久郡志賀村）出身で若松部屋に所属した元大相撲力士。本名は伊藤 平（いとう ひとし）。最高位は西前頭3枚目（1975年1月場所・1976年5月場所）。身長190cm、体重115kg。得意手は左四つ、上手投げ、吊りなど。

## 来歴・人物
幼少時は普通の体格であったが、小学生の頃から急に身長が伸び始めた。東中学校に在学中は野球部に在籍した。制球は覚束なかったが、豪速球を武器に投手として活躍していた。
中学卒業後、親戚からその活躍ぶりを聞き付けた同じ佐久市出身の西岩親方（元前頭18・若嵐）の勧誘を受け、本人も相撲が嫌いでなかったためあっさり角界入りが決まった。その後上京し、西岩が身を寄せていた高砂一門のひとつ・若松部屋（師匠は元前頭3・鯱ノ里）へ入門。
1962年9月場所にて16歳で初土俵を踏み、翌11月場所に本名と同じ「伊藤」の四股名で序ノ口に付いた（その後、幕下時代の1964年11月場所より「大鷲」に改名している）。
1968年7月、東幕下15枚目の地位で7勝0敗と好成績を挙げて幕下優勝を果たし翌9月場所、22歳で新十両に昇進。だが4場所十両を務めた後は、再び幕下に定着してしまった。しかし、2年2ヵ月に及ぶ長い幕下暮らしを経て、1971年9月場所で十両復帰を果たした。2年以上の長い停滞の主因は、新十両昇進前の幕下時代に患った腰痛であったが、十両復帰後九州に住むとある整体師にかかってからは腰の痛みも和らいでいった。
以降は幕下に落ちる事もなく、1972年11月場所にて26歳で新入幕を果たした。
入幕後はその長身を生かし、肩越しから取る上手から攻める相撲で主に幕内中位から下位で活躍した。だが立合いが拙く、押しに弱いという欠点があったため幕内上位では活躍できなかった。横綱・大関陣との対戦圏内には2度進出したがいずれも大敗している（1975年1月場所･･･5勝10敗、1976年5月場所･･･3勝12敗）。1974年11月場所で優勝した小結の魁傑から14日目に挙げた勝利が、数少ない印象に残る勝ち星でもある。
東十両11枚目で2勝13敗と惨敗し、幕下陥落が確定した1978年1月場所を最後に32歳で引退した。1962年11月場所で序ノ口に付いてから引退するまで約15年間を無休で過ごし、その間「988回連続出場」という記録を残している。また、大鷲の引退から御嶽海久司が関取に昇進するまでの37年間、長野県出身の関取は不在だった。
引退後は年寄・中村を襲名し、その後同・山響に名跡変更したが1980年9月場所限りで廃業した。
現在は郷里・佐久市で相撲料理の店を経営している。元々子供の頃から鶏を捌けたため、現役時代は部屋に生きたニワトリの差し入れが来るとちゃんこ番でもないのに調理に参加したという。
酒は全くの下戸で、奈良漬けでも酔ったという。コーヒー党として知られた。
息子に自身と同じく若松部屋に所属した元大相撲力士（「朝鷲」の名で取り、最高位は序二段）で、現・プロレスラーの大鷲透がいる。

## 主な戦績
- 通算成績：488勝500敗　勝率.494
- 幕内成績：114勝156敗　勝率.422
- 現役在位：92場所
- 幕内在位：18場所
- 連続出場：988回（序ノ口以来無休、1962年11月場所-1978年1月場所）
- 各段優勝
  - 幕下優勝：1回（1968年7月場所）

### 場所別成績
| | 一月場所 初場所（東京）  | 三月場所 春場所（大阪） | 五月場所 夏場所（東京） | 七月場所 名古屋場所（愛知） | 九月場所 秋場所（東京） | 十一月場所 九州場所（福岡） |
| --- | ------------------------ | ----------------------- | ----------------------- | --------------------------- | ----------------------- | --------------------------- |
| 1962年 （昭和37年） | x                        | x                       | x                       | x                           | （前相撲）              | 東序ノ口10枚目 4–3          |
| 1963年 （昭和38年） | 東序二段77枚目 3–4       | 西序二段81枚目 3–4      | 西序二段86枚目 5–2      | 西序二段21枚目 4–3          | 東三段目95枚目 5–2      | 東三段目45枚目 6–1          |
| 1964年 （昭和39年） | 東三段目4枚目 2–5        | 西三段目21枚目 6–1      | 西幕下83枚目 4–3        | 東幕下75枚目 2–5            | 西三段目2枚目 4–3       | 西幕下88枚目 6–1            |
| 1965年 （昭和40年） | 西幕下53枚目 3–4         | 西幕下62枚目 3–4        | 西幕下70枚目 2–5        | 東幕下84枚目 6–1            | 東幕下43枚目 3–4        | 西幕下48枚目 4–3            |
| 1966年 （昭和41年） | 東幕下43枚目 3–4         | 東幕下48枚目 5–2        | 東幕下33枚目 3–4        | 西幕下38枚目 3–4            | 東幕下45枚目 6–1        | 西幕下22枚目 3–4            |
| 1967年 （昭和42年） | 東幕下27枚目 5–2         | 東幕下16枚目 4–3        | 西幕下19枚目 3–4        | 東幕下21枚目 4–3            | 西幕下16枚目 4–3        | 東幕下12枚目 4–3            |
| 1968年 （昭和43年） | 東幕下9枚目 4–3          | 西幕下7枚目 2–5         | 西幕下19枚目 4–3        | 東幕下15枚目 優勝 7–0       | 東十両11枚目 6–9        | 東幕下筆頭 5–2              |
| 1969年 （昭和44年） | 東十両12枚目 9–6         | 東十両9枚目 7–8         | 東十両13枚目 4–11       | 東幕下7枚目 3–4             | 東幕下12枚目 4–3        | 西幕下10枚目 4–3            |
| 1970年 （昭和45年） | 西幕下9枚目 1–6          | 西幕下29枚目 5–2        | 東幕下16枚目 3–4        | 東幕下21枚目 4–3            | 西幕下16枚目 2–5        | 西幕下31枚目 4–3            |
| 1971年 （昭和46年） | 東幕下25枚目 5–2         | 東幕下12枚目 5–2        | 西幕下4枚目 4–3         | 西幕下2枚目 4–3             | 西十両13枚目 9–6        | 東十両6枚目 8–7             |
| 1972年 （昭和47年） | 東十両4枚目 4–11         | 西十両11枚目 8–7        | 東十両7枚目 6–9         | 東十両10枚目 10–5           | 西十両2枚目 10–5        | 東前頭12枚目 9–6            |
| 1973年 （昭和48年） | 西前頭6枚目 6–9          | 西前頭10枚目 9–6        | 西前頭6枚目 6–9         | 東前頭11枚目 8–7            | 西前頭9枚目 2–13        | 東十両5枚目 7–8             |
| 1974年 （昭和49年） | 東十両6枚目 5–10         | 東十両12枚目 9–6        | 西十両6枚目 8–7         | 西十両4枚目 9–6             | 西前頭12枚目 9–6        | 東前頭9枚目 9–6             |
| 1975年 （昭和50年） | 西前頭3枚目 5–10         | 西前頭9枚目 3–12        | 西十両3枚目 8–7         | 西十両筆頭 9–6              | 西前頭11枚目 8–7        | 東前頭8枚目 8–7             |
| 1976年 （昭和51年） | 東前頭5枚目 6–9          | 東前頭10枚目 9–6        | 西前頭3枚目 3–12        | 東前頭12枚目 8–7            | 西前頭9枚目 5–10        | 東前頭13枚目 1–14           |
| 1977年 （昭和52年） | 東十両9枚目 8–7          | 東十両7枚目 6–9         | 東十両12枚目 9–6        | 西十両7枚目 6–9             | 西十両12枚目 9–6        | 西十両7枚目 6–9             |
| 1978年 （昭和53年） | 東十両11枚目 引退 2–13–0 | x                       | x                       | x                           | x                       | x                           |
| 各欄の数字は、「勝ち-負け-休場」を示す。 優勝 引退 休場 十両 幕下 三賞：敢=敢闘賞、殊=殊勲賞、技=技能賞 その他：★=金星 番付階級：幕内 - 十両 - 幕下 - 三段目 - 序二段 - 序ノ口 幕内序列：横綱 - 大関 - 関脇 - 小結 - 前頭（「#数字」は各位内の序列） |                          |                         |                         |                             |                         |                             |

### 幕内対戦成績
| 力士名   | 勝数 | 負数 | 力士名 | 勝数 | 負数 | 力士名   | 勝数 | 負数 | 力士名 | 勝数 | 負数 |
| -------- | ---- | ---- | ------ | ---- | ---- | -------- | ---- | ---- | ------ | ---- | ---- |
| 青葉城   | 1    | 2    | 青葉山 | 1    | 2    | 朝登     | 1    | 0    | 旭國   | 0    | 1    |
| 荒勢     | 0    | 5    | 巌虎   | 3    | 0    | 大潮     | 3    | 8    | 大錦   | 0    | 4    |
| 魁輝     | 1    | 3    | 魁傑   | 1    | 1    | 北瀬海   | 2    | 4    | 北の湖 | 2    | 1    |
| 麒麟児   | 1    | 2    | 黒姫山 | 3    | 1    | 高鉄山   | 1    | 1    | 琴ヶ嶽 | 0    | 1    |
| 琴乃富士 | 2    | 3    | 小沼   | 1    | 0    | 金剛     | 3    | 3    | 安達   | 0    | 1    |
| 白田山   | 2    | 2    | 大旺   | 4    | 1    | 大峩     | 3    | 1    | 大豪   | 1    | 0    |
| 大受     | 0    | 4    | 大竜川 | 4    | 3    | 隆ノ里   | 0    | 2    | 貴ノ花 | 0    | 1    |
| 高見山   | 0    | 2    | 玉輝山 | 1    | 2    | 玉ノ富士 | 3    | 2    | 千代櫻 | 0    | 1    |
| 天龍     | 4    | 2    | 時葉山 | 2    | 2    | 栃東     | 6    | 8    | 金城   | 1    | 2    |
| 栃富士   | 1    | 0    | 羽黒岩 | 5    | 3    | 長谷川   | 1    | 0    | 播竜山 | 3    | 2    |
| 福の花   | 3    | 5    | 富士櫻 | 4    | 3    | 二子岳   | 6    | 6    | 双津竜 | 2    | 3    |
| 前の山   | 1    | 2    | 増位山 | 3    | 7    | 三重ノ海 | 0    | 2    | 陸奥嵐 | 4    | 3    |
| 豊山     | 1    | 7    | 吉王山 | 1    | 2    | 吉の谷   | 1    | 1    | 義ノ花 | 0    | 2    |
| 琉王     | 4    | 5    | 龍虎   | 2    | 2    | 凌駕     | 1    | 0    | 若獅子 | 3    | 4    |
| 若ノ海   | 2    | 5    | 若三杉 | 1    | 1    | 若二瀬   | 1    | 1    | 輪島   | 0    | 3    |
| 鷲羽山   | 2    | 2    |        |      |      |          |      |      |        |      |      |

## 四股名の変遷
- 伊藤（いとう、1962年11月場所-1964年9月場所）
- 大鷲（おおわし、1964年11月場所-1978年1月場所）

## 年寄変遷
- 中村（なかむら、1978年1月-1979年9月）
- 山響（やまひびき、1979年9月-1980年9月）